# Fomoria primaria
Fomoria primaria is een vlinder van de familie van de dwergmineermotten (Nepticulidae), van de onderfamilie van de Nepticulinae. De wetenschappelijke naam van deze soort is voor het eerst voorgesteld als Nepticula primaria door Edward Meyrick in een publicatie uit 1913.
De soort komt voor in Zuid-Afrika.